# Messerschmitt Me 410
Messerschmitt Me 410 Hornisse  ("Ong vò vẽ") là một loại máy bay tiêm kích hạng nặng của Đức, nó được trang bị cho không quân Đức (Luftwaffe) trong Chiến tranh thế giới II. Về bản chất thì Me 410 là một sửa đổi đơn giản Me 210, nó được định danh là Me 410 đế tránh nhầm với mẫu máy bay tiền nhiệm.

## Quốc gia sử dụng
Germany
- Luftwaffe: Me 410 sử dụng chính trong giai đoạn 1943-45
- Stabsschwarm & 2.(F)/Aufklärungsgruppe 22
- 1.(F)/Aufklärungsgruppe 33
- 1.(F)/FAGr.121
- 1.,2(Ekdo).,5.(F)/Aufklärungsgruppe 122
- Seenotgruppe 80 (sea recon)
- 9.,20./ZG 1 'Wespen'
- 2.,4.,6.,Stab/ZG 26 'Horst Wessel'
- 1.,2.,3.,/ZG 76
- Eprobungskommando/(Z)25
- 5.(nacht),14.(nacht),15.,16./KG 2 (night intruder)
- 1.(Jagd),2.(nacht),5.(Erg/jagd),6./KG 51 'Edelweiss' (long-range night ops)
- 1./NJG 5 (Mosquito chaser)
- 3./NJG 1 (Mosquito chaser)

 Anh Quốc
- Không quân Hoàng gia
- Phi đoàn số 1426 RAF sử dụng một chiếc tịch thu được (Wk.Nr. 10259, số serie của RAF là TF209) trong chiến tranh.

## Tính năng kỹ chiến thuật (Me 410 A-1)

### Đặc điểm riêng
- Tổ lái: 2 (phi công, xạ thủ)
- Chiều dài: 12,56 m (41,2 ft)
- Sải cánh: 16,34 m (53,6 ft 7 in)
- Chiều cao: 3,7 m (12,14 ft)
- Diện tích cánh: 36,20 m² (390 ft²)
- Trọng lượng rỗng: 6.627 kg (14.597 lb)
- Trọng lượng cất cánh tối đa: 11.244 kg (24.766 lb)
- Động cơ: 2 × Daimler-Benz DB 603A, 1.750 PS (1.726 hp, 1.287 kW) mỗi chiếc

### Hiệu suất bay
- Vận tốc cực đại: 624 km/h (388 mph)
- Tầm bay: 2.300 km (1.400 mi)
- Trần bay: 10.000 m (32.800 ft)

### Vũ khí
- Súng:
  - 2 khẩu súng máy MG 17 7,92 mm (.312 in)
  - 2 khẩu pháo MG 151/20 20 mm
  - 2 khẩu súng máy MG 131 13 mm (.51 in)
- Bom: Mang được tới 1.000 kg (2,204 lb)[1]